# Thaumatosmylus umbratus
Thaumatosmylus umbratus is een insect uit de familie watergaasvliegen (Osmylidae), die tot de orde netvleugeligen (Neuroptera) behoort. 
Thaumatosmylus umbratus is voor het eerst wetenschappelijk beschreven door New in 1991. De soort komt voor in Sabah.